# Éparchie de Ras-Prizren
L'éparchie de Ras-Prizren (en serbe cyrillique : Епархија рашко-призренска ; en serbe latin : Eparhija raško-prizrenska) est une éparchie, c'est-à-dire une circonscription de l'Église orthodoxe serbe. Elle s'étend à l'extrême sud-ouest de la Serbie centrale, au Kosovo et en Métochie et son siège se trouve à Prizren. En 2006, elle est administrée par l'évêque Teodosije.

## Histoire

### Évêques
Depuis la restauration du Patriarcat de Serbie en 1920, l'éparchie de Ras-Prizren a été administrée par les évêques suivants :
- Mihajlo Šiljak (1920—1928)
- Serafim Jovanović (1928—1945)
- Vladimir Rajić (1945—1956)
- Pavle Stojčević (1957—1990)
- Artemije Radosavljević (1991—2010)

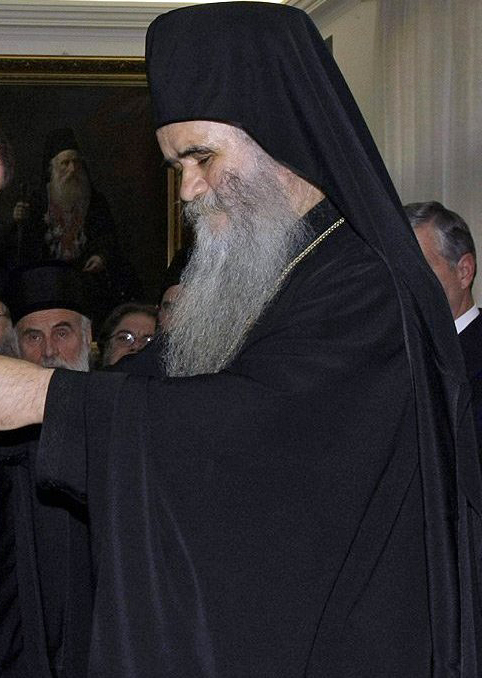
L'évêque Amfilohije

- Athanase Jevtić (sr) (2010)
- Amfilohije Radović (2010)
- Teodosije Šibalić (depuis 2010)

## Subdivisions territoriales

Carte de l'éparchie de Ras-Prizren

L'éparchie de Ras-Prizren compte 6 archidiaconés (arhijerejska namesništva), eux-mêmes subdivisés en municipalités ecclésiastiques (crkvene opštine) et en paroisses (parohije).

## Monastères
L'éparchie de Ras-Prizren compte notamment les monastères suivants :